# Overcompensate
Overcompensate è un singolo del duo musicale statunitense Twenty One Pilots, pubblicato il 29 febbraio 2024 come primo estratto dal settimo album in studio Clancy.

## Video musicale
Il video ufficiale del brano, diretto da Mark C. Eshleman e girato principalmente all'Athenaeum Theatre di Columbus, in Ohio, è stato pubblicato lo stesso giorno del singolo.

## Tracce
Testi e musiche di Tyler Joseph e Paul Meany.
1. Overcompensate – 3:56
2. Overcompensate (Edit) – 3:11

## Formazione
Gruppo
- Tyler Joseph – voce, basso, pianoforte, sintetizzatore, campionatore, programmazione, produzione
- Josh Dun – batteria, percussioni, ingegneria percussioni

Altro personale
- Paul Meany – sintetizzatore, programmazione, cori, produzione
- Adam Hawkins – missaggio
- Joe LaPorta – mastering

## Classifiche
| Classifica (2024)                | Posizione massima |
| -------------------------------- | ----------------- |
| Canada                           | 73                |
| Irlanda                          | 49                |
| Regno Unito                      | 34                |
| Repubblica Ceca                  | 77                |
| Stati Uniti                      | 64                |
| Stati Uniti (alternative)        | 2                 |
| Stati Uniti (rock & alternative) | 7                 |